# Philipp Otto Naegele
Philipp Otto Naegele (* 22. Januar 1928 in Stuttgart; † 31. Januar 2011 in Northampton, Massachusetts) war ein deutsch-amerikanischer Geiger, Bratscher und Musikwissenschaftler.

## Leben
Naegele war ein Sohn des Malers Reinhold Nägele aus dessen Ehe mit der jüdischen Ärztin Alice Nägele geb. Nördlinger (* 25. Februar 1890 in Stuttgart; † 26. März 1961 in New York). Er wuchs mit den älteren Brüdern Caspar David und Thomas Ferdinand in Stuttgart und Murrhardt auf.
1939 konnte er mit dem Kindertransport nach England gebracht werden und damit dem Hitler-Regime entkommen. 1940 kam er nach New York und traf dort seine Eltern und Geschwister wieder.
Er studierte in New York an der High School of Music and Art, dann am Queens College, das er 1949 mit einem Bachelor of Arts abschloss. 1951 trat er erstmals beim Marlboro Music Festival auf und erhielt eine Anstellung am Marlboro College, wo er von Adolf Busch betreut wurde, der lebenslang sein „Idol“ blieb.
1953/1954 erhielt er ein Fulbright-Stipendium, das ihm ein Zusatzstudium an der Wiener Musikakademie bei dem Geiger Franz Samohyl ermöglichte. Nach seiner Rückkehr in die USA wurde er 1955 an der Princeton University in Musikwissenschaft promoviert.
Von 1956 bis 1964 gehörte Naegele zum Cleveland Orchestra und spielte dort unter der Leitung von George Szell.
Von 1964 bis 2000 unterrichtete er am Smith College in Northampton, Massachusetts. 1978 erhielt er dort auch eine Professur.

## Schriften (Auswahl)
- August Wilhelm Ambros. His Historical and Critical Thought. Diss., Princeton 1954.